# LinQの「わ」
LinQの「わ」（りんくのわ）は2014年8月6日から12月31日までエフエム東京（TOKYO FM）で放送されたラジオ番組で、福岡のローカルアイドル・LinQの冠番組である。
首都圏の番組へのゲスト出演はあるが、LinQの冠番組としては初めてである。

## 放送時間
毎週水曜日 21:00 - 21:20

## パーソナリティ
- 天野なつ（LinQリーダー / LinQ Lady）

## 週替わり登場者
| 放送日（放送回）      | ウィークリーメンバー（所属）                | ゲスト                                         |
| --------------------- | ------------------------------------------- | ---------------------------------------------- |
| 2014年08月06日（#01） | 髙木悠未（LinQ Qty）                        | 小島よしお                                     |
| 2014年08月13日（#02） | 山木彩乃（LinQ Qty）                        | 岡田ロビン翔子（THE ポッシボー）               |
| 2014年08月20日（#03） | -                                           | Pile                                           |
| 2014年08月27日（#04） | 原直子（LinQ Lady）                         | 奥村政佳（RAG FAIR / So Cool）                 |
| 2014年09月03日（#05） | 桃咲まゆ（LinQ Lady）                       | 日南響子                                       |
| 2014年09月10日（#06） | 杉本ゆさ（LinQ Lady）                       | 鈴木あや                                       |
| 2014年09月17日（#07） | 坂井朝香（LinQ Qty）                        | もふくちゃん（福嶋麻衣子）                     |
| 2014年09月24日（#08） | 新木さくら（LinQ Qty） 福山果奈（LinQ Qty） | 夢眠ねむ（でんぱ組.inc）                       |
| 2014年10月01日（#09） | 岸田麻佑（LinQ Lady）                       | -                                              |
| 2014年10月08日（#10） | 大庭彩歌（LinQ Lady）                       | -                                              |
| 2014年10月15日（#11） | 舞川あや（LinQ Lady）                       | -                                              |
| 2014年10月22日（#12） | 伊藤麻希（LinQ Qty）                        | 吉田豪                                         |
| 2014年10月29日（#13） | 桜愛美（LinQ Qty） MYU（LinQ Qty）          | -                                              |
| 2014年11月05日（#14） | 吉川千愛（LinQ Lady）                       | 岡本玲                                         |
| 2014年11月12日（#15） | 深瀬智聖（LinQ Lady）                       | KIMI（DA PUMP）                                |
| 2014年11月19日（#16） | 志良ふう子（LinQ Qty）                      | 岡本真依（ひめキュンフルーツ缶、電話出演）     |
| 2014年11月26日（#17） | 新木こころ（LinQ Qty）                      | 上西星来、浜崎香帆（東京パフォーマンスドール） |
| 2014年12月03日（#18） | 木村早希（LinQ Lady）                       | -                                              |
| 2014年12月10日（#19） | 一ノ瀬みく（LinQ Lady）                     | せっきー、のん（アップアップガールズ（仮））   |

## コーナー
リスナーのメッセージ
Love LinQ!
アイドルにLinQ!
LinQメンバーがゲストとのトークしたり、好きなコトを語る。
アイドルにLinQは関連コーナーでご当地アイドルメンバーと電話をする
Music LinQ!
LinQメンバーセレクトの曲を届ける。